# Midway (Kentucky)
Midway és una població dels Estats Units a l'estat de Kentucky. Segons el cens del 2000 tenia 1.620 habitants.

## Demografia
Segons el cens del 2000, Midway tenia 1.620 habitants, 623 habitatges, i 409 famílies. La densitat de població era de 573,8 habitants/km².
Dels 623 habitatges en un 28,6% hi vivien nens de menys de 18 anys, en un 54,1% hi vivien parelles casades, en un 8,8% dones solteres, i en un 34,2% no eren unitats familiars. En el 28,9% dels habitatges hi vivien persones soles l'11,7% de les quals corresponia a persones de 65 anys o més que vivien soles. El nombre mitjà de persones vivint en cada habitatge era de 2,38 i el nombre mitjà de persones que vivien en cada família era de 2,96.
Per edats la població es repartia de la següent manera: un 21% tenia menys de 18 anys, un 14,1% entre 18 i 24, un 29,9% entre 25 i 44, un 21,6% de 45 a 60 i un 13,3% 65 anys o més.
L'edat mediana era de 35 anys. Per cada 100 dones de 18 o més anys hi havia 73 homes.
La renda mediana per habitatge era de 50.909 $ i la renda mediana per família de 60.326 $. Els homes tenien una renda mediana de 35.795 $ mentre que les dones 32.500 $. La renda per capita de la població era de 24.528 $. Entorn del 2% de les famílies i el 3,6% de la població estaven per davall del llindar de pobresa.

## Poblacions més properes
El següent diagrama mostra les poblacions més properes.